# 浙江省地震局
浙江省地震局，是中国地震局和浙江省人民政府双重领导，以中国地震局为主的事业单位。根据浙江省人民政府授权，依法履行防震减灾主管机构的各项职责，承担本行政区域内防震减灾工作政府行政管理职能。